# Дикирх (кантон)
Дики́px (люкс. Dikrech, нем. Diekirch, фр. Diekirch) — кантон Люксембурга. Относится к округу Дикирх. Внутреннее деление — 12 коммун, из которых две являются городами — Дикирх и Эттельбрук.